# 習志野市立実花小学校
習志野市立実花小学校（ならしのしりつ みはなしょうがっこう）は、千葉県習志野市東習志野6丁目にある公立小学校。

## 沿革
- 1975年（昭和50年）4月 - 習志野市立実花小学校として新設創設。
- 2024年（令和6年）12月14日 - 創立50周年記念式典挙行[1]。

## 通学区域と進学先中学校
出典

### 通学区域
- 東習志野1丁目（全域）
- 東習志野2丁目（18番55号のみ）
- 東習志野6丁目（全域）
- 東習志野7丁目（全域）
- 東習志野8丁目（全域）
  - なお、習志野市立東習志野小学校の通学区域である東習志野2丁目18番（11号・22号・33号・44号のみ）は、選択調整区域として、本校への通学が可能である。

### 進学先中学校
- 習志野市立第四中学校

## 周辺
- 習志野市実籾公民館 - 同一敷地内
- 社会福祉法人八千代美香会ブレーメン実花こども園 - 敷地が隣接、かつ進学前こども園のひとつ。
- イオンタウン東習志野 - 習志野市道をはさんで、東側に隣接。
  - マックスバリュ東習志野店
- ロイヤルホームセンター習志野店
- 東習志野郵便局
- 学校法人あづま会ホーリネス幼稚園 - 進学前幼稚園のひとつ。
- このほか、「東習志野6丁目児童遊園」などの公園も点在。
- なお、本校は習志野市北西端に位置するため、船橋市との市境線も近い。

## 交通
- 京成バス「津31」・「津31-1」の各系統で、「実花小学校入口」停留所下車後、学校正門まで、
  - ユトリシア行・八千代台駅東口行（津31系統）、習志野出張所行（津31-1系統）のりばから、徒歩240m・約4分。
  - 津田沼駅北口行のりばから、徒歩約230m・約4分。
    - なお、学校正門から停留所まで、直線距離は135m前後だが、道路形状の関係で、やや遠廻りとなる。
- 京成電鉄本線
  - 実籾駅[3]から、徒歩約1.5km・約23分。
  - 八千代台駅[4]（東口）から、上述の京成バスに乗車し、「実花小学校入口」停留所下車後、徒歩。